# Back to Basics Tour
Back to Basics Tour – światowa trasa koncertowa amerykańskiej wokalistki Christiny Aguilery, promująca płytę Back to Basics z 2006. Trasa trwała blisko dwa lata, od listopada 2006 do października 2008. Objęła kraje Ameryki Północnej, Europy, Azji, a także Australię i Zjednoczone Emiraty Arabskie. Występem w Abu Zabi Aguilera zamknęła trasę; była to jej pierwsza wizyta na Bliskim Wschodzie.
Europejski odłam trasy okazał się dużym sukcesem komercyjnym. Wyprzedano wszystkie bilety na koncerty Aguilery w Dublinie i Birmingham. Na koncerty północnoamerykańskie tylko w 2007 sprzedano ponad trzysta dziewięćdziesiąt tysięcy biletów, przynosząc zyski 30,6 miliona dolarów. W końcowo rocznym rozrachunku Back to Basics Tour zyskała miano najlepiej opłacanej i najbardziej kasowej trasy żeńskiej piosenkarki, zyskując przychód w wysokości 48,1 miliona dolarów, a do końca 2008 trasa zarobiła łącznie 90 mln USD. Podczas ceremonii 2007 Billboard Touring Awards tournée nominowano do nagród w dwóch kategoriach: najbardziej przełomowy artysta roku (za występy Aguilery) oraz pełen pakiet (za aranżację wizualną). Koncert w Adelaide Entertainment Centre został zarejestrowany i wydany w lutym 2008 na dyskach DVD jako Back to Basics: Live and Down Under.

## Recenzje
Trasa koncertowa spotkała się z pozytywnym odbiorem krytyków, którzy chwalili między innymi nietypową aranżację sceny. W recenzji dla serwisu EDGE Media Network Adela Brito wysławiała Aguilerę za „szokująco” silny głos i gwiazdorską charyzmę, a sam koncert uznała za widowiskowy. „Piosenkarka trzyma swój wokal pod całkowitą kontrolą, panuje też nad widownią, która za nią szaleje”, pisała Brito.

## Nagrody i wyróżnienia
| Rok  | Tytułem                                 | Kategoria                           | Rezultat  | Przypis     |
| ---- | --------------------------------------- | ----------------------------------- | --------- | ----------- |
| 2007 | Christina Aguilera; Back to Basics Tour | Najbardziej przełomowy artysta roku | Nominacja | [ 4 ] [ 5 ] |
| 2007 | Christina Aguilera; Back to Basics Tour | Pełen pakiet                        | Nominacja | [ 4 ] [ 5 ] |

## Lista wykonywanych piosenek

### 2006–07
1920’s Flapper
1. „Intro (Back to Basics)” (Video Introduction)
2. „Ain’t No Other Man”
3. „Back in the Day”
4. „Understand”
5. „Come on Over Baby (All I Want Is You)” (Jazz Version)
6. „Slow Down Baby”
7. „Still Dirrty”/„Can’t Hold Us Down”

Juke Joint
1. „I Got Trouble” (Video Interlude)
2. „Makes Me Wanna Pray”
3. „What a Girl Wants” (Reggae Version)
4. „Oh Mother”

Circus
1. „Enter the Circus”/"Welcome”
2. „Dirrty” (Circus Version)
3. „Candyman”
4. „Nasty Naughty Boy”
5. „Hurt”
6. „Lady Marmalade”

Encore
1. „Thank You (Dedication to Fans...)” (Video Interlude)
2. „Beautiful”
3. „Fighter”

### 2008
1. „Ain’t No Other Man”
2. „Back in the Day”
3. „What a Girl Wants”
4. „Dirrty”
5. „Hurt”
6. „Lady Marmalade”
7. „Beautiful”
8. „Genie 2.0”
9. „Fighter”

## Personel
- Dyrektor trasy, dyrektor sceniczny: Jamie King[2][3][6]
- Dyrektor muzyczny, aranżer: Rob Lewis[7]
- Dyrektor kreatywny: Christina Aguilera[3][6]
- Choreografia: Jeri Slaughter[3][6], Jamie King[2]
- Kostiumy: Roberto Cavalli[2], Christian Louboutin[8]
- Kostiumograf: Simone Harouche
- Charakteryzacja, fryzury: Stephen Sollitto
- Reżyser wydania DVD: Hamish Hamilton[6]
- Producent wydania DVD: Ian Stewart[6]
- Promotor trasy: AEG Live
- Sponsorzy: Verizon Wireless, Orange, Sony Ericsson